# Lely
Lely es un lugar designado por el censo ubicado en el condado de Collier en el estado estadounidense de Florida. En el Censo de 2010 tenía una población de 3.451 habitantes y una densidad poblacional de 908,27 personas por km².

## Geografía
Lely se encuentra ubicado en las coordenadas 26°6′18″N 81°43′55″O / 26.10500, -81.73194. Según la Oficina del Censo de los Estados Unidos, Lely tiene una superficie total de 3.8 km², de la cual 3.53 km² corresponden a tierra firme y (7.02%) 0.27 km² es agua.

## Demografía
Según el censo de 2010, había 3.451 personas residiendo en Lely. La densidad de población era de 908,27 hab./km². De los 3.451 habitantes, Lely estaba compuesto por el 92.87% blancos, el 3.62% eran afroamericanos, el 0.2% eran amerindios, el 1.07% eran asiáticos, el 0.06% eran isleños del Pacífico, el 1.45% eran de otras razas y el 0.72% pertenecían a dos o más razas. Del total de la población el 6.03% eran hispanos o latinos de cualquier raza.